# Coccidiascus
Coccidiascus är ett släkte av svampar. Coccidiascus ingår i familjen Eremotheciaceae, ordningen Saccharomycetales, klassen Saccharomycetes, divisionen sporsäcksvampar och riket svampar.
| Coccidiascus | \| \| Coccidiascus legeri \| \| \| \| |
|              | \| \| Coccidiascus legeri \| \| \| \| |
|              | Holleya                               |
|              |                                       |
|              | Eremothecium                          |
|              |                                       |
|              | Coccidiascus legeri                   |
|              |                                       |

|  | Coccidiascus legeri |
|  |                     |